# Moya Henderson
Moya Henderson   (2 d'agost de 1941) és una compositora australiana.
Llicenciada a la Universitat de Queensland, Henderson va ser compositora resident a l'Òpera Australia durant la seva primera temporada al Sydney Opera House el 1973. A mitjan anys setanta, Henderson va estudiar composició amb Karlheinz Stockhausen i música- teatre amb Mauricio Kagel a la "Musikhochschule" de Colònia. Les composicions de Henderson inclouen peces com l'obra per a orgue i cinta pre-gravada, Sacred Site (1983), The Dreaming escrita per a l'Orquestra de Cambra d'Austràlia, Six Urban Songs: The Patrick White Song Cycle per a soprano i orquestra (1983), i una òpera, Lindy (1997), amb Judith Rodriguez (com co-llibretista), basada en la desaparició del bebè Azaria Chamberlain a Uluru el 1980. La mare, Lindy Chamberlain, va ser jutjada per l'assassinat del nen. L'òpera documenta la tristesa de la justícia ja que es va donar a Lindy Chamberlain i al seu marit, Michael. Es va estrenar a l'Operapera de Sydney el 2002 dirigida per Richard Gill.

## Carrera inicial
El 1973, després de ser nomenada compositor resident de l'Òpera d'Austràlia durant la temporada inaugural a l'Òpera de Sydney, Henderson va rebre una beca DAAD i una beca de viatges al "Music Board" del "Music Board of Australia Council for the Arts". Allà, va continuar la seva formació musical a Alemanya i després va tornar a Austràlia cap a finals del 1976 per ensenyar composició com a professora a temps parcial a la Universitat de Sydney. El 1978 es va convertir en compositora resident al Departament de Música i, en un període de tres anys, va treballar per estimular l'interès dels estudiants per la música-teatre animant-los a crear les seves pròpies composicions de música-teatre.

## Obres
Henderson no es va centrar en un estil de composició. Les seves obres van des de la música de cambra, la música instrumental, la música vocal, la música coral, la música electrònica i la música de conjunt vocal, de vegades coberta en diferents versions musicals. Algunes de les seves obres més reconegudes són Sorry time: cello solo (1999), The Beloved awaits: brass quintet (2008), Ku-ring-gai Chase: full orchestra (1999), G'day USA 1: horn solo (2003), i Yapu vudlandta: fate, clarinet i piano (2004).

## Invents
A mitjan anys setanta, mentre estava a Alemanya, va rebre un encàrrec de l'escultor Helfried Hagenberg per compondre música en una escultura que ell havia creat a partir de vint-i-set triangles. Durant el seu encàrrec, va desenvolupar l'alemba, un instrument de percussió per teclat. També és la inventora de les campanes de Tosca, un instrument de percussió amb tubs metàl·lics buits que creen un so vibrant, semblant a una campana, quan es colpeja. També va desenvolupar el "llaç" per a instruments de corda que permet al compositor escriure harmònics "naturals" en pràcticament totes les notes del rang de l'orquestra de cordes.

## Premis
Al llarg de la seva carrera, Henderson ha estat nominada tant en indústries musicals com teatrals. El 1974, Henderson va guanyar el premi "Kranichsteiner" a la millor composició en una peça de teatre musical. Per desenvolupar l'instrument d'alemba, va rebre la beca inaugural "CSIRO Artist-in Residence" al novembre de 1983. El 1993, Henderson va rebre el premi "Don Banks Music", i va ser nomenada membre de l'Ordre d'Austràlia en el "Austràlia Day Honors" del 1996 pel seu servei com a compositora.

## Premi de la música de Don Banks
El "Don Banks Music Award" es va crear el 1984 per homenatjar públicament un artista sènior de gran distinció que ha fet una contribució destacada i sostinguda a la música d'Austràlia. Va ser fundat pel "Australian Council" en honor de Don Banks, compositor, intèrpret australià i el primer president del seu consell de música.
- 1993 Moya Henderson, Premi Don Banks Music (guanyat).